# La Disparition (téléfilm, 1973)
Pour les articles homonymes, voir Disparition (homonymie).
Pour plus de détails, voir Fiche technique et Distribution.
La Disparition (Dying Room Only en anglais) est un téléfilm américain réalisé par Philip Leacock sur un scénario de Richard Matheson d'après sa nouvelle homonyme. Il a été diffusé dans le cadre de la série des Movie of the Week le 18 septembre 1973 sur ABC.
En France, le téléfilm a été diffusé le 11 décembre 1977 sur TF1. Rediffusion le 22 septembre 1981 sur TF1. Rediffusion le 26 juillet 1986 sur La Cinq. Rediffusion le 26 mai 1989 sur La Cinq.

## Synopsis
Jean et Robert Mitchell roulent sur une route traversant un chaud désert américain. Ils décident de faire un arrêt dans un petit restaurant isolé, l’Arroyo Motel, le temps d'aller aux toilettes et de se désaltérer un peu. Alors que Jean sort des toilettes, elle constate que son mari a disparu. Pourtant, leur voiture est toujours devant l'établissement. Dans le restaurant ne se trouvent que le serveur, Jim Cutler (Ross Martin), et un client, Tom King. Les deux lui assurent ne rien savoir de son mari.

## Fiche technique
- Titre original : Dying Room Only
- Titre français : La Disparition
- Date de diffusion : 18 septembre 1973
- Réalisation : Philip Leacock
- Scénario : Richard Matheson
- Musique : Charles Fox
- Montage : Bill Mosher et Gene Fowler Jr.
- Durée : 74 minutes
- Format : 1,33:1
- Son : mono
- Langue : anglais
- Pays d'origine : États-Unis
- Genre : mystère, thriller, horreur

## Distribution
- Cloris Leachman (VF : Nadine Alari) : Jean Mitchell
- Ross Martin (VF : Roger Rudel) : Jim Cutler
- Ned Beatty (VF : Serge Sauvion) : Tom King
- Dana Elcar (VF : Albert Augier) : Johnny le shérif
- Louise Latham : Vi
- Dabney Coleman (VF : William Sabatier) : Bob Mitchell
- Ron Feinberg : Lou McDermott

## Production
Bien que situé dans l’Arizona, le téléfilm a été tourné à Borrego Springs en Californie, en 1973.

## Sortie
Bien que le téléfilm ait été remarqué pour son jeu d’acteurs et ses qualités cinématographiques, il a été critiqué par les féministes pour son parti pris sur le personnage de Leachman en tant que « femme impuissante » qui a vu sa personnalité volée lorsqu'elle a perdu son mari . Après sa diffusion mondiale, Jack Friedman du The Village Voice a critiqué le film déclarant que « le seul aspect effrayant de cette histoire d'horreur était sa haine latente (de classe, régionale, sexuelle) répandue dans tout le pays. Et la terre est déjà assez fertile ».
Après sa diffusion en 1973, le film est devenu une valeur sûre des diffusions de fin de soirée, projeté épisodiquement dans les années 1970 et 1980. Il a également été diffusé en VHS puis, plus tard, en DVD dans les années 2010 dans la série Warner Archive Collection mais uniquement en version originale non sous-titrée.